# Glenea pygidialis
Glenea pygidialis är en skalbaggsart som beskrevs av Aurivillius 1903. Glenea pygidialis ingår i släktet Glenea och familjen långhorningar. Inga underarter finns listade i Catalogue of Life.